# Crocidura maurisca
Crocidura maurisca — вид ссавців родини Soricidae. Зустрічається в Бурунді, Габоні, Кенії та Уганді. Його природне середовище існування – болота.

## Морфологічна характеристика
Це білозубка середнього розміру. Спинна шерсть чорна. Черевна шкіра сіра. Задні лапи відносно довгі (20% HB). Хвіст відносно дуже довгий (близько 89% HB), з щільним коротким волоссям. Самці переважно більші за самиць.